# Stefano I di Sancerre
Stefano I di Sancerre (1132 circa – San Giovanni d'Acri, 1191) fu signore e poi conte di Sancerre dal 1152 fino alla sua morte.

## Origine
Sia secondo Guglielmo arcivescovo della città di Tiro, nell'odierno Libano, che secondo la Chronica Albrici Monachi Trium Fontium Guglielmo era il figlio maschio quartogenito del conte di Blois, di Chartres e di Châteaudun, Provins, signore di Sancerre e Amboise (Tebaldo IV), e poi conte di Conte di Champagne (conte di Troyes e conte di Meaux Tebaldo II), Tebaldo e della moglie, che sempre secondo la Chronica Albrici Monachi Trium Fontium era Matilde di Carinzia ( ca. 1106; † 1160) del Casato degli Sponheim, figlia del Margravio d'Istria, duca di Carinzia e reggente della Marca di Verona, Enghelberto e di Uta di Passau.
Secondo il monaco e cronista inglese, Orderico Vitale, Tebaldo II di Champagne era il figlio maschio secondogenito del conte di Blois, di Chartres, di Châteaudun, di Tours, di Provins, di Sancerre e di Meaux, Stefano II, e di Adele d'Inghilterra (circa 1062 - 1137), che, sia secondo il monaco e cronista normanno Guglielmo di Jumièges, autore della sua Historiæ Normannorum Scriptores Antiqui, che secondo il cronista e monaco benedettino dell'abbazia di Malmesbury, nel Wiltshire (Wessex), Guglielmo di Malmesbury e Orderico Vitale, ed ancora il cronista e monaco benedettino inglese, Matteo di Parigi, era figlia del duca di Normandia e re d'Inghilterra, Guglielmo il Conquistatore, e di Matilde delle Fiandre (1032 - 1083), che, secondo la Genealogica Comitum Flandriæ Bertiniana, era figlia di Baldovino V, conte delle Fiandre, e della sorella del re di Francia, Enrico I, Adele di Francia, che secondo la Genealogiæ Scriptoris Fusniacensis era figlia del re di Francia, Roberto II, detto il Pio.
Un suo zio, Stefano di Blois, fu re d'Inghilterra,dal 1135 al 1154, mentre un altro zio Enrico di Blois fu vescovo di Winchester dal 1129 e legato papale per l'Inghilterra dal 1138; una sorella era regina di Francia, Adèle di Champagne (moglie di Luigi VII), ed i tre fratelli erano, rispettivamente Conte di Champagne (Enrico), conte di Blois (Tebaldo) e vescovo di Chartres, arcivescovo di Sens e di Reims, cardinale e legato papale (Guglielmo).

## Biografia
Suo padre, Tebaldo morì, nel 1152: gli Obituaires de Sens Tome II, Eglise cathédrale de Chartres, Obituaire du xii siècle confermano che Tebaldo (Teobaldus comes palatinus) morì il 10 gennaio (Jan IIII Idus) e che il figlio, Tebaldo conte di Blois e siniscalco di Francia, con la madre, Matilde, fece una donazione a suffragio della sua anima, mentre la Chronica Albrici Monachi Trium Fontium riporta che Tebaldo (comes Campanie Theobaldus) morì il 12 gennaio (6. Idus Januarii) e fu tumulato presso Lagny (apud Latinicacum), lasciando le sue contee ai due figli maggiori: a Enrico, le contee di Champagne e Brie ed a Tebaldo, le contee di Blois e Chartres, e al terzogenito, Stefano, la signoria di Sancerre.
Nel 1170, il re di Gerusalemme, Amalrico I, come ci narra Guglielmo di Tiro, nel suo Historia rerum in partibus transmarinis gestarum, inviò negli stati occidentali il vescovo di Tiro, Federico per individuare un marito per la figlia, Sibilla; Stefano accettò e nel 1171, raggiunse la Palestina; dopo aver portato avanti il negoziato per alcuni mesi, improvvisamente cambiò idea e decise di lasciare la Terra santa, via terra; passato da Antiochia, mentre attraversava la Cilicia, Stefano fu catturato da Mleh d'Armenia, re del Regno armeno di Ciliciaassieme al figlio, Guglielmo, e all'erede del ducato di Borgogna, Enrico e poterono riprendere la via di Costantinopoli, solo dopo aver pagato un robusto riscatto.
Dopo la morte del re di Francia, Luigi VII, assieme ai fratelli, Tebaldo, conte di Blois e Chartres, ultimo siniscalco di Francia, Enrico I detto il Liberale, Conte di Champagne (conte di Troyes e conte di Meaux) e di Brie e Guglielmo, vescovo di Chartres, arcivescovo di Sens e di Reims, cardinale e legato papale, assistettero il loro nipote, Filippo Augusto, re di Francia dal settembre 1180.
Stefano partecipò alla terza crociata, e secondo lo storico britannico e noto medievalista e bizantinista, Steven Runciman, morì di dissenteria, all'Assedio di San Giovanni d'Acri (1189-1191); anche il cronista e monaco benedettino inglese, Matteo di Parigi, elenca Stefano assieme al fratello Tebaldo, conte di Blois (Theodbaldus Bloeensis comes, Stephanus frater eius comes), nei nobili che morirono durante l'assedio.

## Matrimonio e discendenza
Nel 1153, secondo la Historia Gloriosi Regis Ludovici VII, Stefano aveva sposato Alice o Matilde di Donzy, figlia di Goffredo di Donzy, e di Garna de Toucy; sempre secondo la Historia Gloriosi Regis Ludovici VII, la dote promessa della moglie, il feudo di Giemago, non venne consegnato, per cui Stefano lo occupò con la forza; ma il fratello di Lei si appellò al re, Ludovico, che obbligò Stefano a restituirlo.
Stefano da Alice o Matilde ebbe tre figli:
- Guglielmo, come risulta da Histoire de Berry – Gaspard Thaumas de La Thaumassière[18] († 1217);
- Giovanni[18] († dopo il 1200);
- Stefano[18] († 1252).

## Ascendenza
|                         |                        |                                   | Genitori               |  |  | Nonni |  |  | Bisnonni             |  |  | Trisnonni          |  |
|                         |                        |                                   |                        |  |  |       |  |  | Tebaldo III di Blois |  |  | Oddone II di Blois |  |
|                         |                        |                                   |                        |  |  |       |  |  | Tebaldo III di Blois |  |  | Oddone II di Blois |  |
|                         |                        | Ermengarda d'Alvernia             |                        |  |  |       |  |  | Tebaldo III di Blois |  |  |                    |  |
| Stefano II di Blois     |                        |                                   |                        |  |  |       |  |  | Tebaldo III di Blois |  |  |                    |  |
|                         |                        | Gersenda del Maine                | Eriberto I del Maine   |  |  |       |  |  |                      |  |  |                    |  |
|                         |                        | Gersenda del Maine                | Eriberto I del Maine   |  |  |       |  |  |                      |  |  |                    |  |
|                         |                        | Gersenda del Maine                | ?                      |  |  |       |  |  |                      |  |  |                    |  |
| Tebaldo II di Champagne |                        | Gersenda del Maine                |                        |  |  |       |  |  |                      |  |  |                    |  |
|                         |                        | Guglielmo I d'Inghilterra         | Roberto I di Normandia |  |  |       |  |  |                      |  |  |                    |  |
|                         |                        | Guglielmo I d'Inghilterra         | Roberto I di Normandia |  |  |       |  |  |                      |  |  |                    |  |
|                         |                        | Guglielmo I d'Inghilterra         | Herleva                |  |  |       |  |  |                      |  |  |                    |  |
| Adele d'Inghilterra     |                        | Guglielmo I d'Inghilterra         |                        |  |  |       |  |  |                      |  |  |                    |  |
|                         |                        | Matilde di Fiandra                | Baldovino V di Fiandra |  |  |       |  |  |                      |  |  |                    |  |
|                         |                        | Matilde di Fiandra                | Baldovino V di Fiandra |  |  |       |  |  |                      |  |  |                    |  |
|                         |                        | Matilde di Fiandra                | Adele di Francia       |  |  |       |  |  |                      |  |  |                    |  |
| Stefano I di Sancerre   |                        | Matilde di Fiandra                |                        |  |  |       |  |  |                      |  |  |                    |  |
|                         | Enghelberto I d'Istria | Sigfrido I di Sponheim            |                        |  |  |       |  |  |                      |  |  |                    |  |
|                         | Enghelberto I d'Istria | Sigfrido I di Sponheim            |                        |  |  |       |  |  |                      |  |  |                    |  |
|                         | Enghelberto I d'Istria | Riccarda di Lavant                |                        |  |  |       |  |  |                      |  |  |                    |  |
| Enghelberto II d'Istria | Enghelberto I d'Istria |                                   |                        |  |  |       |  |  |                      |  |  |                    |  |
|                         |                        | Edvige                            |                        |  |  |       |  |  |                      |  |  |                    |  |
|                         |                        |                                   |                        |  |  |       |  |  |                      |  |  |                    |  |
|                         |                        |                                   |                        |  |  |       |  |  |                      |  |  |                    |  |
| Matilde di Carinzia     |                        |                                   |                        |  |  |       |  |  |                      |  |  |                    |  |
|                         |                        | Ulrico di Passau                  | Rapoto di Cham         |  |  |       |  |  |                      |  |  |                    |  |
|                         |                        | Ulrico di Passau                  | Rapoto di Cham         |  |  |       |  |  |                      |  |  |                    |  |
|                         |                        | Ulrico di Passau                  | Matilde                |  |  |       |  |  |                      |  |  |                    |  |
| Uta di Passau           |                        | Ulrico di Passau                  |                        |  |  |       |  |  |                      |  |  |                    |  |
|                         |                        | Adelaide di Megling-Frontenhausen | Kuno di Lechsgemünd    |  |  |       |  |  |                      |  |  |                    |  |
|                         |                        | Adelaide di Megling-Frontenhausen | Kuno di Lechsgemünd    |  |  |       |  |  |                      |  |  |                    |  |
|                         |                        | Adelaide di Megling-Frontenhausen | Mechtild di Horburg    |  |  |       |  |  |                      |  |  |                    |  |
|                         |                        | Adelaide di Megling-Frontenhausen |                        |  |  |       |  |  |                      |  |  |                    |  |

### Fonti primarie
- (LA)  William of Tyre, Historia rerum in partibus transmarinis gestarum.
- (LA)  Matthæi Parisiensis, monachi Sancti Albani, Chronica majora, vol I.
- (LA)  Matthæi Parisiensis, monachi Sancti Albani, Chronica majora, vol II.
- (LA)  Recueil des historiens des Gaules et de la France. Tome 12.
- (LA)  Obituaires de la province de Sens. Tome 2.
- (LA)  Chronique de Robert de Torigni, abbé du Mont-Saint-Michel, tome II.
- (FR)  Histoire de Berry – Gaspard Thaumas de La Thaumassière.
- (LA)  Monumenta Germaniae Historica, Scriptores, tomus IX.
- (LA)  Monumenta Germaniae Historica, Scriptores, tomus XIII.
- (LA)  Monumenta Germanica Historica, tomus XXIII.
- (LA)  Ordericus Vitalis, Historia Ecclesiastica, vol. II.
- (LA)  Ordericus Vitalis, Historia Ecclesiastica, vol. unicum.
- (LA)  ORDERICI VITALIS, ECCLESIASTICtE historije, LIBRI TREDECIM., TOMUS III.
- (EN)  Chronicle of the Kings of England: From the Earliest Period to the Reign, of king William's children.
- (LA)  Historiæ Normannorum Scriptores Antiqui.

### Letteratura storiografica
- Frederick Maurice Powike, I regni di Filippo Augusto e Luigi VII di Francia, in «Storia del mondo medievale», cap. XIX, vol. V, 1999, pp. 776–828